# Mathias Legler-Kundert
Mathias Legler-Kundert (* 31. Mai 1819 in Diesbach, Kanton Glarus; † 24. April 1866 ebenda) war ein Schweizer Unternehmer, Mitgründer der Baumwollweberei J. & M. Legler in Diesbach sowie ein Kommunalpolitiker.

## Jugend und Ausbildung
Mathias Legler wurde als Sohn von David Legler (1790–1865) und Verena Streiff (1794–1846) in einfachen Verhältnissen geboren und wuchs in einem vom Heimgewerbe geprägten Umfeld auf. Sein Vater, David Legler, bewirtschaftete in Diesbach-Dornhaus den elterlichen Hof und war nebenbei als Obmann einer Schützengesellschaft sowie als Vorsänger in der Kirche tätig. In erster Ehe war er seit 1816 mit Verena Streiff verheiratet, und zusammen hatten sie acht Kinder, von denen nur die Hälfte älter als 18 Jahre wurde. Legler war bereits im frühen Alter in den elterlichen Betrieb eingebunden.

## Familie und Ehe
Legler heiratete 1842 Magdalena Kundert (1823–1897). Das Paar hatte 13 Kinder, von denen 10 das Kindesalter überlebten. Zwei ihrer Söhne, Matteo (1844–1932) und Fridolin (1852–1902), stiegen später ins Familienunternehmen ein.
Legler war Teil eines weitverzweigten Familiennetzwerks. Nach dem Tod seines Onkels Joachim Legler-Dürst (1807–1856), mit dem er die Weberei gegründet hatte, heirateten seine Kinder gezielt in verwandtschaftliche Linien ein, was die Firmenführung über Generationen sicherte.

## Unternehmerisches Wirken (Weberei)
Angesichts der zunehmenden Mechanisierung der Textilproduktion im Glarnerland fasste Legler den Plan, in Diesbach eine mechanische Weberei zu gründen. Für die Finanzierung gewann er seinen Onkel Joachim Legler-Dürst. 1855 erwarb er Land mit Wasserrechten an der Linth und verpflichtete sich gegenüber der Gemeinde, mindestens 150 Arbeitsplätze zu schaffen, bevorzugt für Ortsansässige.
1857 nahm die Weberei J. & M. Legler mit 200 mechanischen Webstühlen ihren Betrieb auf. Sie stellte Barchent und andere grobe Baumwollstoffe her. 1864 wurde eine Spinnerei mit 4000 Spindeln eingerichtet, um die Weberei mit Garn zu beliefern. Damit entstand in Diesbach eines der grössten Textilunternehmen des Kantons.

## Politisches Wirken
Neben seiner unternehmerischen Tätigkeit war Legler kommunal stark engagiert. Sein Einsatz für die Gemeinde und den Kanton Glarus wurde von Zeitgenossen als liberal, aufopferungsvoll und erfolgreich gewürdigt. In Nachrufen wurde besonders seine Liebe zur Heimat hervorgehoben.

## Privates
Leglers ältester Sohn, der spätere Matteo Legler, berichtete, dass sein Vater der Freizeitgestaltung skeptisch gegenüberstand. Besonders das Interesse seines Sohnes für das Bergsteigen und die Jagd galt als «nutzlos und gefährlich». Dennoch legte der junge Mathias den Grundstein für spätere Aktivitäten in den Bergen, etwa den Bau der Leglerhütte beim Kärpfstock, einem rund 2700 Meter hohen Gipfel im ältesten Wildschutzgebiet der Schweiz.
Mathias Legler starb am 24. April 1866 aufgrund längerer Krankheit im Alter von 46 Jahren.